# 阚萱
阚萱（1972年—），1972年出生于安徽宣城，是一位中国女性现代艺术家。她最出名的是她的录像艺术作品，不过也有绘画，照片和行为艺术作品。她自90年代开始艺术生涯，并被认为是中国当代最重要的女性录像艺术家之一。

## 早年生活
阚萱出生于安徽宣城。1993年入读杭州中国美术学院，1997年毕业，当时正处于录像艺术在中国改革开端。她的老师包括早期先锋艺术家耿建翌和张培力。

## 事业
在1998年，阚萱来到北京，在雕塑工厂和影视公司工作。她参与的第一个大型展览是《上海超市》，是当时中国最具实验性的艺术家自发展览。她的参展作品是静帧短片《阚萱！哎！》。
阚萱在2002年至2003年得到荷兰皇家艺术学院的奖学金，参加其艺术工作室计划。并于2005年得到荷兰罗马大奖提名奖。在荷兰时，她的作品主要表现全球化和商业化带来的影响，以及东西方的差异。

## 艺术风格
阚萱自己和自己的生活经历经常会出现在她的作品中。她使用过旧式手扶摄像机来拍摄日常随处可见的物品，以带来一种不同的美感和想象力，并让人思考平常会忽略的问题。她也会使用iPhone在同一个地点进行长时间拍照，并把照片制成定格视频。
她曾去中国农村进行长期长途考察，记录郊外的历史遗迹，让人思考它们的复杂性以及和中国现况的联系。

## 个人生活
阚宣目前生活和工作在北京和阿姆斯特丹。

## 主要展览

### 个展
- 2016《阚宣》圣像艺术馆，英国伯明翰[11]
- 2012《阚萱：大谷子堆》尤伦斯当代艺术中心，北京[12][13]
- 2009《轻，阚萱作品》箭厂空间，北京
- 2008《阚萱！哎！》常青画廊，意大利

### 集体展览
- 2016《故事新编》所罗门·R·古根海姆美术馆，美国纽约
- 2014《八种路径, 艺术在北京》Uferhallen，德国柏林
- 2013《歧异花园》，四方当代美术馆，南京
- 2012《第四届广州三年展——见所未见》广东美术馆，广州
- 2010《丛林: 中国当代艺术生态管窥》站台中国，北京
- 2009《当代艺术展在松江——资产阶级化了的无产阶级》松江创意工房，上海
- 2008《尤伦斯基金会收藏展——我们的未来》尤伦斯当代艺术中心，北京
- 2007《第十届伊斯坦布尔双年展——不仅是可能，而且是必要的 / 全球战争时代的乐观主义》土耳其伊斯坦布尔
- 2007《中国发电站：第二站》ASTRUP FEARNLEY现代美术馆，挪威奥斯陆
- 2007《中国发电站：第三站》国家美术馆，卢森堡
- 2006《出门必带摄像机，录像艺术在中国》ICO美术馆，西班牙马德里
- 2006《第9届哈瓦那双年展》国家艺术中心，古巴哈瓦那
- 2006《鹿特丹电影节》荷兰鹿特丹
- 2005《第二届广州三年展——别样：一个特殊的现代化实验空间》广东美术馆，广州
- 2005《聚焦》中国美术馆，北京
- 2005《BEYOND第二届广州三年展》广东美术馆，广州
- 2005《罗马奖2005》De-apple艺术中心，荷兰阿姆斯特丹
- 2005《我仍然相信奇迹》巴黎当代艺术博物馆，法国巴黎
- 2005《红双喜》Biz Atr艺术中心，上海
- 2005《事物的历史》澳大利亚当代艺术中心，澳大利亚悉尼
- 2005《诗情之所》吕确尔克特，荷兰阿姆斯特丹
- 2004《62761232 （快递展）》比翼艺术中心，上海
- 2004《反复加强的乌托邦》澳大利亚当代艺术中心，澳大利亚悉尼
- 2004《A l'ouest du sud de l'est》尼斯国家当代艺术中心/塞特国家当代艺术中心，法国
- 2004《附生植物》阿姆斯特丹植物园，荷兰
- 2003《那么, 中国呢?》蓬皮杜艺术中心，法国巴黎
- 2003《巴西艺术全景》圣堡罗现代艺术博物馆，巴西圣堡罗
- 2002《施工中: 亚洲艺术的新维度》日本国际交流基金/东京OPERA CITY 文化基金会，日本东京
- 2002《首届广州三年展——重新解读：中国实验艺术十年（1990-2000）》广东美术馆，广州
- 2000《家？》月星家具广场，上海